# Икэмото, Микио
Микио Икэмото (яп. 池本 幹雄 Икэмото Микио, род. 13 января 1977) — японский мангака, работавший главным помощником Масаси Кисимото в манге «Наруто» с 1999 по 2014 год. После его завершения Икэмото с 2016 по 2023 гг. работал над иллюстрациями для первой части сиквела, Boruto: Naruto Next Generations, работая вместе с писателем Укё Кодати. Начиная с 52-й главы сменил Кодати на посту писателя истории. C 2023 года является иллюстратором и писателем второй части сиквела, Boruto: Two Blue Vortex (яп.  -TWO BLUE VORTEX-, букв. «Боруто: Два синих вихря»).

## Биография
В детстве Икэмото очень любил наклейки и начал рисовать свои собственные по Bikkuriman, которые понравились его друзьям и они стали покупать наклейки у него.
В марте 1997 года Микио Икэмото отправил свою первую односерийную мангу под названием «Космос» в манга-журнал Weekly Shonen Jump, за которую он получил премию Tenkaichi Manga Award. С июня 1997 по сентябрь 1999 года «Космос» публиковался в независимом манга-журнале Monthly Plasma, а 26 апреля 1999 года в Weekly Shonen Jump был опубликован её сиквел. К тому времени Икэмото заинтересовался творчеством своего коллеги, начинающего мангаки Масаси Кисимото.
Когда началась работа над «Наруто», Кисимото попросил своего редактора Косукэ Яхаги нанять Икэмото его в качестве ассистента. В начале работы над «Наруто» Икэмото был самым молодым помощником Кисимото, и тот в шутку говорил, что это вызывает зависть у него и других помощников. В обязанности Икэмото входило рисование толпы и фоновых фигур, добавление белого цвета к линиям скорости, бликам и глазам персонажей, забеливание выходящих за пределы панелей рисунков, размещение звёзд на ночном небе и добавление полутонов. Иногда ему также поручали создавать эскизы новых персонажей.
Когда в 2014 году манга закончилась, компания Shueisha попросила Кисимото начать работу над продолжением. Тот, основываясь на своём опыте, предложил Икэмото нарисовать его. Отметив, что давние поклонники могут быть разочарованы тем, что Кисимото не будет рисовать «Боруто», Икэмото заявил, что приложит все усилия для её создания.

## Отзывы
Режиссёр аниме «Боруто» Хироюки Ямасита сказал, что ему нравится стиль Икэмото, похвалив его продолговатое ландшафтное расположение кадров. Он считает стиль Икэмото более реалистичным, чем стиль Кисимото, благодаря тому, что первый уделяет внимание деталям дизайна персонажей. Он также отметил, что способ Икэмото проиллюстрировать новый облик Момосики Оцуцуки после поглощения Кинсики Оцуцуки удивил его тем, насколько он отличается от оригинального дизайна из фильма о Боруто.